# Roberto Carballés
Roberto Carballés Baena (Tenerife, 23 de marzo de 1993) es un jugador de tenis español.
En su carrera ha conquistado dos torneos ATP, y su mejor posición en el ranking es el nº49, el 10 de abril de 2023. En 2011 ganó Roland Garros en la categoría de dobles júnior: formando pareja con Andrés Artuñedo a los americanos Mitchell Krueger y Shane Vinsant por 5-7, 7-6(5), [10-5]. Ese mismo año se proclamó campeón de Europa sub-18 en individuales y dobles. Con 18 años ganó el Future de Madrid, batiendo en la final a Gabriel Trujillo por 6-3 y 7-6(4), convirtiéndose así en el segundo español más joven en ganar un Future, por detrás de Rafael Nadal.

## Títulos ATP (3; 2+1)

### Individual (2)
| Leyenda                         |
| Grand Slam (0)                  |
| ATP Wourld Tour Finals (0)      |
| ATP World Tour Masters 1000 (0) |
| ATP World Tour 500 (0)          |
| ATP World Tour 250 (2)          |

| N.º | Fecha                 | Torneo    | Superficie    | Oponente en la final | Resultado        |
| --- | --------------------- | --------- | ------------- | -------------------- | ---------------- |
| 1.  | 11 de febrero de 2018 | Quito     | Tierra batida | Albert Ramos         | 6-3, 4-6, 6-4    |
| 2.  | 9 de abril de 2023    | Marrakech | Tierra batida | Alexandre Müller     | 4-6, 7-6(3), 6-2 |

#### Finalista (1)
| N.º | Fecha              | Torneo    | Superficie    | Oponente en la final | Resultado |
| --- | ------------------ | --------- | ------------- | -------------------- | --------- |
| 1.  | 7 de abril de 2024 | Marrakech | Tierra batida | Matteo Berrettini    | 5-7, 2-6  |

### Dobles (1)
| Leyenda                         |
| Grand Slam (0)                  |
| ATP World Tour Finals (0)       |
| ATP World Tour Masters 1000 (0) |
| ATP World Tour 500 (0)          |
| ATP World Tour 250 (1)          |

| N.º | Fecha                 | Torneo   | Superficie    | Pareja               | Oponentes en la final        | Resultado   |
| --- | --------------------- | -------- | ------------- | -------------------- | ---------------------------- | ----------- |
| 1.  | 29 de febrero de 2020 | Santiago | Tierra batida | Alejandro Davidovich | Marcelo Arévalo Jonny O'Mara | 7-6(3), 6-1 |

## Clasificación histórica

### Grand Slam
| Australian Open | Q1           | -            | -   | Q2           | Q1           | 1R           | 1R           | 2R  | 1-3  | 0 |
| Roland Garros | Q1           | Q3           | 1R  | Q1           | 1R           | 2R           | 3R           | 1R  | 3-5  | 0 |
| Wimbledon | -            | Q1           | -   | Q1           | 1R           | 1R           | ND           | 1R  | 0-3  | 0 |
| US Open | Q1           | -            | -   | -            | 2R           | 1R           | 2R           | 2R  | 3-4  | 0 |
| Total G-P | 0-0          | 0-0          | 0-1 | 0-0          | 1-3          | 1-4          | 3-3          | 2-4 | 7-15 | 0 |
| ATP World Tour Finals | -            | -            | -   | -            | -            | -            | -            |     | 0-0  | 0 |
| Total G-P | 0-0          | 0-0          | 0-0 | 0-0          | 0-0          | 0-0          | 0-0          | 0-0 | 0    |   |
| Juegos Olímpicos | No Disputado | No Disputado | -   | No Disputado | No Disputado | No Disputado | No Disputado |     | 0-0  | 0 |
| Total G-P |              |              | 0-0 |              |              |              |              | 0-0 | 0-0  | 0 |
| Leyenda: G: Torneo ganado; F: Finalista; SF: Semifinalista; CF: Cuartos de final; G-P: Ganados-Perdidos; ND: No Disputado |              |              |     |              |              |              |              |     |      |   |

### ATP World Tour Masters 1000
| Indian Wells                                                                                            | -   | -   | -   | -   | -   | 2R  | ND  |     | 1-1 | 0 |
| Miami                                                                                                   | -   | -   | 1R  | -   | Q1  | 2R  | ND  | -   | 1-2 | 0 |
| Montecarlo                                                                                              | -   | -   | -   | Q2  | Q1  | -   | ND  | -   | 0-0 | 0 |
| Madrid                                                                                                  | Q1  | Q2  | 1R  | Q1  | 1R  | Q2  | ND  | Q2  | 0-1 | 0 |
| Roma | -   | -   | -   | -   | -   | -   | ND  | 1R  | 0-1 | 0 |
| Canadá                                                                                                  | -   | -   | -   | -   | -   | -   | ND  |     | 0-0 | 0 |
| Cincinnati                                                                                              | -   | -   | -   | -   | -   | -   | -   |     | 0-0 | 0 |
| Shanghái                                                                                                | -   | -   | -   | -   | -   | -   | ND  |     | 0-0 | 0 |
| París                                                                                                   | -   | -   | -   | -   | -   | Q1  | Q1  |     | 0-0 | 0 |
| Total G-P                                                                                               | 0-0 | 0-0 | 0-2 | 0-0 | 0-1 | 2-2 | 0-0 | 0-1 | 2-6 | 0 |
| Leyenda: G: Torneo ganado; F: Finalista; SF: Semifinalista; CF: Cuartos de final; G-P: Ganados-Perdidos |     |     |     |     |     |     |     |     |     |   |

### ATP World Tour 500
| Róterdam                                                                                                | -   | -   | -   | -   | -   | -   |  |  |  |  |  | 0-0 | 0 |
| Rio de Janeiro                                                                                          | -   | -   | -   | -   | -   | 2R  |  |  |  |  |  | 1-1 | 0 |
| Acapulco                                                                                                | -   | -   | -   | -   | -   | -   |  |  |  |  |  | 0-0 | 0 |
| Dubái                                                                                                   | -   | -   | -   | -   | -   | -   |  |  |  |  |  | 0-0 | 0 |
| Barcelona                                                                                               | Q1  | 1R  | 1R  | 2R  | 1R  | Q1  |  |  |  |  |  | 1-4 | 0 |
| Halle                                                                                                   | -   | -   | -   | -   | -   | -   |  |  |  |  |  | 0-0 | 0 |
| Queen's Club                                                                                            | -   | -   | -   | -   | -   | -   |  |  |  |  |  | 0-0 | 0 |
| Hamburgo                                                                                                | -   | -   | -   | -   | -   | -   |  |  |  |  |  | 0-0 | 0 |
| Washington                                                                                              | -   | -   | -   | -   | -   | -   |  |  |  |  |  | 0-0 | 0 |
| Pekín                                                                                                   | -   | -   | -   | -   | -   |     |  |  |  |  |  | 0-0 | 0 |
| Tokio                                                                                                   | -   | -   | -   | -   | -   |     |  |  |  |  |  | 0-0 | 0 |
| Viena                                                                                                   | -   | -   | -   | -   | -   |     |  |  |  |  |  | 0-0 | 0 |
| Basilea                                                                                                 | -   | -   | -   | -   | -   |     |  |  |  |  |  | 0-0 | 0 |
| Total G-P                                                                                               | 0-0 | 0-1 | 0-1 | 1-1 | 0-1 | 1-1 |  |  |  |  |  | 2-5 | 0 |
| Leyenda: G: Torneo ganado; F: Finalista; SF: Semifinalista; CF: Cuartos de final; G-P: Ganados-Perdidos |     |     |     |     |     |     |  |  |  |  |  |     |   |

### ATP World Tour 250
| Quito | ND  | ND  | Q3  | 2R  | 1R  | 3-2  | 0 |
| Buenos Aires | -   | -   | Q2  | -   | Q1  | 0-0  | 0 |
| São Paulo | -   | -   | -   | CF  | Q2  | 2-1  | 0 |
| Marrakech | Q2  | SF  | -   | -   | Q1  | 3-1  | 0 |
| Oeiras/Estoril | -   | 1R  | 1R  | -   | -   | 0-2  | 0 |
| Estambul | ND  | ND  | -   | 2R  | -   | 1-1  | 0 |
| Bastad | -   | -   | -   | 2R  | -   | 1-1  | 0 |
| Kitzbühel | -   | -   | -   | 2R  | -   | 1-1  | 0 |
| Total G-P | 0-0 | 3-2 | 0-1 | 6-5 | 2-1 | 11-9 | 0 |
| Leyenda: G: Torneo ganado; F: Finalista; SF: Semifinalista; CF: Cuartos de final; G-P: Ganados-Perdidos; ND: No Disputado |     |     |     |     |     |      |   |

## Títulos Challenger (11+2)
| Leyenda            |
| ------------------ |
| Challengers (11+0) |

### Individuales (11)
| 3.N.º | Fecha      | Torneo     | Superficie    | Oponente                | Resultado        |
| ----- | ---------- | ---------- | ------------- | ----------------------- | ---------------- |
| 1.    | 19.09.2015 | Kenitra    | Tierra batida | Oriol Roca Batalla      | 6-1, 5-1 (RET)   |
| 2.    | 10.10.2015 | Mohammedia | Tierra batida | Kamil Majchrzak         | 7-6(4), 6-2      |
| 3.    | 30.07.2017 | Cortina    | Tierra batida | Gerald Melzer           | 6-1, 6-0         |
| 4.    | 27.08.2017 | Manerbio   | Tierra batida | Guillermo García López  | 6-4, 2-6, 6-2    |
| 5.    | 14.10.2018 | Barcelona  | Tierra batida | Pedro Martínez          | 1-6, 6-3, 6-0    |
| 6.    | 15.04.2019 | Murcia     | Tierra batida | Mikael Ymer             | 2-6, 6-0, 6-2    |
| 7.    | 19.05.2019 | Lisboa     | Tierra batida | Facundo Bagnis          | 2-6, 7-6(5), 6-1 |
| 8.    | 17.04.2021 | Belgrado   | Tierra batida | Damir Džumhur           | 6-4, 7-5         |
| 9.    | 21.05.2022 | Túnez      | Tierra batida | Gijs Brouwer            | 6-1, 6-1         |
| 10.   | 11.09.2022 | Sevilla    | Tierra batida | Bernabé Zapata Miralles | 6-3, 7-6(6)      |
| 11.   | 08.09.2024 | Sevilla    | Tierra batida | Daniel Altmaier         | 6-3, 7-5         |

#### Finalista en individuales (2)
| N.º | Fecha      | Torneo | Superficie    | Oponente                | Resultado |
| --- | ---------- | ------ | ------------- | ----------------------- | --------- |
| 1.  | 12.09.2015 | Meknes | Tierra batida | Daniel Muñoz de la Nava | 4-6, 2-6  |
| 2.  | 09.07.2016 | Bastad | Tierra batida | Horacio Zeballos        | 3-6, 4-6  |

#### Finalista en dobles (2)
| N.º | Fecha      | Torneo     | Superficie    | Compañero           | Oponentes                      | Resultado          |
| --- | ---------- | ---------- | ------------- | ------------------- | ------------------------------ | ------------------ |
| 1.  | 10.10.2015 | Mohammedia | Tierra batida | Pablo Carreño Busta | Íñigo Cervantes Mark Vervoort  | 6-3, 6-7(2), 10-12 |
| 2.  | 07.08.2016 | Cortina    | Tierra batida | Christian Garín     | James Cerretani Philipp Oswald | 3-6, 2-6           |

Ganó el Challenger de Braunschweig (Alemania) a Botic Van Den Zandschulp (Hol.) 6-1 6-3 el 13 de julio de 2024.

## Títulos Futures (13)
| Leyenda       |
| ------------- |
| Futures (9+4) |

### Individuales (9)
| 3.N.º | Fecha      | Torneo     | Superficie    | Oponente               | Resultado     |
| ----- | ---------- | ---------- | ------------- | ---------------------- | ------------- |
| 1.    | 29.10.2010 | España F32 | Dura          | Pablo Carreño Busta    | 6-4, 6-2      |
| 2.    | 17.04.2011 | España F12 | Tierra batida | Gabriel Trujillo-Soler | 6-3, 7-6(4)   |
| 3.    | 01.05.2011 | España F13 | Tierra batida | Jordi Samper           | 5-7, 6-4, 6-1 |
| 4.    | 18.03.2012 | España F6  | Tierra batida | David Estruch          | 6-2, 6-3      |
| 5.    | 01.04.2012 | Croacia F5 | Tierra batida | Marc Sieber            | 6-4, 4-6, 7-5 |
| 6.    | 07.10.2012 | España F32 | Tierra batida | Gerard Granollers      | 6-4, 6-1      |
| 7.    | 13.10.2013 | España F34 | Tierra batida | Guillermo Olaso        | 6-3, 6-2      |
| 8.    | 05.10.2014 | España F29 | Tierra batida | Pedro Cachín           | 6-4, 6-4      |
| 9.    | 12.10.2014 | España F30 | Dura          | Alexis Musialek        | 6-4, 4-6, 6-2 |

#### Finalista en individuales (13)
| N.º | Fecha      | Torneo     | Superficie    | Oponente               | Resultado        |
| --- | ---------- | ---------- | ------------- | ---------------------- | ---------------- |
| 1.  | 15.05.2011 | España F15 | Tierra batida | Joao Sousa             | 3-6, 3-6         |
| 2.  | 02.09.2012 | España F26 | Tierra batida | Gabriel Trujillo-Soler | 2-6, 3-6         |
| 3.  | 24.02.2013 | España F3  | Tierra batida | Pablo Carreño Busta    | 7-6(7), 3-6, 3-6 |
| 4.  | 03.03.2013 | España F4  | Tierra batida | Pablo Carreño Busta    | 1-6, 0-6         |
| 5.  | 24.03.2013 | España F7  | Moqueta       | Pablo Carreño Busta    | 3-6, 7-6(3), 3-6 |
| 6.  | 31.03.2013 | España F8  | Moqueta       | Marc Giner             | 6-7(4), 4-6      |
| 7.  | 30.06.2013 | España F19 | Dura          | Gerard Granollers      | 6-7(5), 6-4, 3-6 |
| 8.  | 06.10.2013 | España F33 | Tierra batida | José Checa-Calvo       | 6-3, 0-6, 2-6    |
| 9.  | 23.02.2014 | España F3  | Tierra batida | Markus Eriksson        | 6-7(2), 6-3, 5-7 |
| 10. | 02.03.2014 | España F4  | Tierra batida | Kamil Majchrzak        | 6-1, 6-7(4), 3-6 |
| 11. | 30.03.2014 | Italia F7  | Tierra batida | Marco Cecchinato       | 4-6, 1-6         |

### Dobles (4)
| N.º | Fecha      | Torneo     | Superficie    | Compañero            | Oponentes                                      | Resultado      |
| --- | ---------- | ---------- | ------------- | -------------------- | ---------------------------------------------- | -------------- |
| 1.  | 14.08.2011 | España F28 | Tierra batida | Pablo Carreño Busta  | Enrique López-Pérez Jaime Pulgar-García        | 6-4, 6-2       |
| 2.  | 30.10.2011 | España F39 | Tierra batida | Gerard Granollers    | Miguel Ángel López Jaén Gabriel Trujillo-Soler | 3-6, 6-3, 11-9 |
| 3.  | 13.10.2013 | España F34 | Tierra batida | Oriol Roca Batalla   | Marcos Geraldi Requena Iván Gómez Mantilla     | 6-4, 6-2       |
| 4.  | 23.03.2014 | Italia F6  | Tierra batida | David Vega Hernández | Filippo Baldi Pietro Licciardi                 | 6-4, 6-4       |

#### Finalista en dobles (4)
| N.º | Fecha      | Torneo     | Superficie    | Compañero           | Oponentes                            | Resultado |
| --- | ---------- | ---------- | ------------- | ------------------- | ------------------------------------ | --------- |
| 1.  | 05.09.2010 | España F31 | Tierra batida | Pablo Carreño Busta | Miguel Ángel López Jaén Pablo Santos | 2-6, 2-6  |
| 2.  | 09.02.2014 | España F1  | Tierra batida | Oriol Roca Batalla  | Pedro Martínez Portero Jaume Munar   | 1-6, 1-6  |